# IOS XR
IOS XR — продолжатель ряда широко известных Cisco IOS, используемых в её high-end маршрутизаторах, ориентированных на операторов связи, подобным сериям CRS-1, 12000 и ASR9000.

## Архитектура
Согласно литературе от Cisco, IOS XR имеет мало общего с другими системами семейства IOS, и строится на «вытесняющей многозадачности, защите памяти, многозадачности, основанной на микроядерной операционной системе». Микроядром является ОС QNX.
IOS XR ставит целью дать следующие преимущество по сравнению с более ранними выпусками IOS:
- Улучшенная повышенная доступность (в основном благодаря избыточной большой аппаратной поддержке и методам защиты от неисправностей, подобно защите области памяти для индивидуальных процессов и процесса перезапуска).
- Улучшенная масштабируемость для больших аппаратных конфигураций (через инфраструктуру программ для распределённых вычислений и двухэтапную архитектуру пересылок).
- Пакет основных программ (позволяет роутинг мультикастов и MPLS для установки и удаления ПО во время работы машрутизатора).
- Возможность установки пакетов обновлений и патчей (потенциально, когда маршрутизатор продолжает работать).
- Графический веб-интерфейс для управления системой (общего использования, а также XML-интерфейс управления).

## История
IOS XR был анонсирован в мае 2004 года уже с CRS-1. Первой общедоступной версией была 2.0; первой общедоступной версией для 12000 серии маршрутизатора была 3.2. Последний релиз (версия 6.1.3) выпущен 15 февраля 2017 года.